# Alaili Dadda
Alaili Dadda è un centro abitato dello Stato africano di Gibuti, situato nella regione di Obock.